# Intuïtie
Intuïtie is een ingeving, een vorm van direct weten, zonder dat dit beredeneerd is. Er zijn verschillende definities die geïnterpreteerd moeten worden naar de visie waaruit deze voortgekomen zijn.

## Definities
Intuïtie wordt in de gangbare definities omschreven in termen van zowel een functie of proces, als de inhoud of het product van een functie of proces. Zo geeft het Webster-woordenboek de volgende definities:
- de directe perceptie van waarheid, feiten e.d., onafhankelijk van enig redeneerproces
- een feit, of waarheid die op deze wijze is waargenomen
- een scherp en snel inzicht
- het vermogen of eigenschap van een dergelijke snelle perceptie of direct inzicht

## Algemeen
Intuïtie wordt in de psychologie ook wel omschreven als impliciete ingevingen, als gevolg van bepaalde gedachtegangen en waarnemingen. Dit in tegenstelling tot het bewuste of expliciete kennen en waarnemen. Mogelijk helpen intuïtieve ingevingen de mens om in complexe situaties een beslissing te nemen. Dit komt onder andere omdat er hierbij in mindere mate een beroep wordt gedaan op de beperkte capaciteit van onze hersenen. Intuïtieve ingevingen hoeven echter niet altijd tot de juiste beslissingen te leiden.

## Filosofie
In de filosofie wordt het begrip intuïtie gebruikt als aanduiding van pure, directe kennis die niet uit eerdere kennis kan worden afgeleid (zie ook Henri Bergson). Het begrip intuïtie speelt ook een rol in de persoonlijkheidstheorie van Carl Gustav Jung en newage-stromingen.

## Theosofie
Bij de theosofie is de intuïtie een hoger aspect van het denkvermogen (manas). Het is in zekere zin superieur aan het stoffelijke verstand (de ratio), dat tijd-ruimtelijk procesmatig denkt en onvoldoende geoefend, meestal fouten maakt. Temeer daar de mens tegenwoordig bij het denken hoofdzakelijk door de begeerte (kama) zou worden beïnvloed. De intuïtie zou boven-rationeel en correct zijn. Na de ervaring van een intuïtie zou met het verstand (het lagere manas) een rationele duiding gegeven kunnen worden van het inzicht dat verkregen is. Zoals een wetenschapper die een nieuw inzicht heeft gezien daarna de grondslag kan leggen voor een nieuwe rationele theorie. De intuïtie dient niet verward te worden met het gevoel (instinct), dat hoewel in wezen correct, bij de mens negatief beïnvloed zou worden door zijn denken (lagere manas). Vele zogenaamde helderzienden maken gebruik van instincten in plaats van intuïtie, het is volgens de theosofie een soort atavisme.

## Integratieve psychologie
Binnen de integratieve psychologie wordt intuïtie gedefinieerd als de resultante van zintuiglijke waarneming vanuit het nu, gecombineerd met cognities en ervaring. Omdat de mens voortdurend ontwikkelt, is er ook een ontwikkeling waarneembaar in intuïtieve reacties op waarnemingen.

## Aangeleerde intuïtie
Intuïtie is er niet vanzelf, maar moet worden gevormd. Anders gezegd: het kan worden opgevat als een vorm van automatische en onbewuste verwerking van informatie die is aangeleerd. Naar dit verschijnsel is vooral in de experimentele psychologie veel onderzoek gedaan. Complexe vaardigheden zoals schaken en alledaagse activiteiten als fietsen, leren lezen en autorijden vragen aanvankelijk veel inspanning en concentratie. Zij vragen naar men aanneemt vooral bij onervaren mensen veel hersencapaciteit. Ervaren schaakspelers en automobilisten handelen daarentegen snel en intuïtief, dat wil zeggen zonder er bij na te denken. Zo liet onderzoek van onder anderen Chris Chabris zien dat ervaren schakers hebben geleerd groepen te vormen van stukken en zetten, in plaats van alle stukken of zetten stuk voor stuk te overdenken. Veel van dit impliciete gedrag kan door oefening worden aangeleerd. Het bewust gecontroleerde of expliciete gedrag fungeert daarbij als een voorstadium, of eerste fase waarbij alle individuele stapjes worden doorlopen en uitgeprobeerd. In de tweede fase slijt dit patroon van denken geleidelijk in.

### Hersenen en oefening
Vermoedelijk treedt tijdens het leer- of oefenproces ook een verandering op in het patroon van hersenactiviteit. Zo lijkt in de vroege leerfase, dus bij bewuste verwerking van informatie, sprake te zijn van een betrokkenheid van de linkerhersenhelft en de prefrontale cortex. Deze gebieden sturen vooral het bewuste, nadenkgedrag aan. Later, dus bij vorming van meer automatische of onbewuste vormen van gedrag, lijkt er een verschuiving in dit patroon op te treden, waarbij de rechterhersenhelft meer activiteit, en de prefrontale hersenen minder activiteit laten zien.

## Als gevoel
Intuïtie wordt soms ook omschreven als een andere vorm van denken of handelen, waarbij het gevoel mede bepalend is voor het verloop. Dit aspect is vooral door de neuroloog Antonio Damasio benadrukt in zijn somatische-stempelhypothese. In zijn visie is het zo dat bij het nemen van moeilijke beslissingen het gevoel, en de signalen van het lichaam die door dit gevoel worden opgeroepen, kunnen helpen om de knoop door te hakken.

## Kunst
Intuïtie speelt niet alleen bij het denken of nemen van beslissingen, maar ook bij kunstuitingen een rol. Vaak wordt van kunstenaars gezegd dat zij bij hun werk, bijvoorbeeld bij het maken van schilderijen, beeldhouwwerken, poëzie en romans, intuïtief te werk gaan.

## Kloppen intuïties altijd?
Intuïties kunnen, zoals hierboven aangegeven, berusten op inzichten die via ervaring zijn verkregen. In deze zin hebben zij een nuttige functie in het sturen van het gedrag in complexe situaties, of bij complexe vaardigheden. Intuïtieve ingevingen leiden echter niet altijd tot juiste beslissingen. Dit geldt in het bijzonder voor ingevingen waarbij het gevoel overheerst. Zo kan bijvoorbeeld impulsief gedrag soms leiden tot verkeerde keuzes of beslissingen, omdat men niet alle aspecten van een situatie heeft doordacht. Intuïtie kan ook een rol spelen bij het impliciet geheugen. Soms denken mensen zeker te weten dat zij iets of iemand eerder hebben gezien, of dat zij iets hebben meegemaakt. Deze herinneringen blijken echter niet altijd met de realiteit overeen te stemmen. Dit verschijnsel kan onder andere leiden tot onbetrouwbare getuigenverklaringen.
Het volgen van intuïtieve ingevingen is volgens de plausibiliteitsmethode een onbewust proces, zoals het besturen van een motorvoertuig, dat gecorrigeerd kan worden door rationeel denken.
Niet alle intuïtieve responsen van onze hersenen kunnen worden verklaard omdat er geen totaal inzicht bestaat over de registratie van de zintuiglijke waarneming, noch over het totaal van cognities en opgedane ervaringen. Als zodanig is het logisch gevolg dat het vrijwel onmogelijk is om te duiden of de intuïtie altijd klopt. Volgens de definitie van de integratieve psychologie is het plausibel dat de intuïtie van de ontwikkelde oudere, meer ervaren, meer belezen mens minder fouten maakt.

## Wetenschappelijk onderzoek
In wetenschappelijke kringen wordt steeds meer onderzoek gedaan naar (on)bewuste keuzeprocessen en intuïtie. Onderzoekers die zich daarmee bezighouden zijn onder andere Ap Dijksterhuis en John A Bargh.
Een belangrijke bijdrage daartoe is geleverd door Daniel Kahneman, die het denk- en keuzeproces heeft onderzocht en beschreven in zijn boek "Thinking fast, thinking slow" . In het nederlands vertaald als "Ons feilbare denken".
Volgens deze ook in wetenschappelijk kring onderschreven theorie heeft ieder mens twee type systemen waaruit men acteert:
Systeem 1 werkt automatisch en snel op basis van indrukken, ingevingen, intenties en gevoelens en kost weinig moeite en aandacht
Systeem 2 zorgt voor bewuste aandacht en mentale inspanning, het rationele. Dit kost extra energie en wordt gebruikt om indrukken uit systeem 1 te controleren en bij te stellen.
Het idee dat de eerste ingeving de beste is blijkt zelden correct. Omdat het echter zo logisch klinkt (uit systeem 1) vereist het extra energie en aandacht om verder te denken (systeem 2) en daarom doen mensen dat vaak niet.
Intuïtie is volgens D. Kahneman dan ook herkenning uit systeem 1.  En alleen te vertrouwen indien in systeem 2 voldoende kennis en ervaring m.b.t. het onderwerp of vraagstuk is opgebouwd.